# Povázsay Eszter
Povázsay Eszter (Budapest, 1990. november 14. –) magyar úszó.
A 2010-es úszó-Európa-bajnokságon 50 méter háton 31., 100 és 200 méter háton 24. volt. 2011-ben az universiaden 50 méter és 100 méter háton a 24., 20 méter háton a 22. helyen zárt. A 2012-es úszó-Európa-bajnokságon 50 méter háton 28., 200 méter háton 18. lett. 100 méter háton 14. lett a selejtezőben. Az elődöntőben 15.-ként végzett. A selejtezőben tagja volt a döntőbe jutott 4 × 100 méteres vegyes váltónak. A londoni olimpián 100 méter háton 37. lett.
A Louisville Egyetem hallgatója.